# يان بنجامين
يان بنجامين (بالإنجليزية: Ian Benjamin)‏ (11 ديسمبر 1961 بنوتنغهام في المملكة المتحدة - ) هو لاعب كرة قدم بريطاني في مركز الهجوم. شارك مع منتخب إنجلترا تحت 18 سنة لكرة القدم. أما مع النوادي، فقد لعب مع شيفيلد يونايتد وكامبريدج يونايتد ونادي إكزتر سيتي ونادي برينتفورد ونادي بيتربورو يونايتد ونادي ساوثيند يونايتد ونادي لوتون تاون ونادي نورثامبتون تاون ونوتس كاونتي ووست بروميتش ألبيون وويغان أتلتيك ونادي تشستر سيتي.

## وصلات خارجية
- يان بنجامين على موقع قاعدة بيانات كرة القدم.إي يو (الإنجليزية)
- يان بنجامين على موقع Soccerbase.com (لاعب) (الإنجليزية)